# Roberto Cortés Conde
Roberto Cortés Conde (Buenos Aires, 5 de febrero de 1932-San Isidro, 21 de septiembre de 2024) fue un historiador, sociólogo, y abogado argentino, especialista en historia económica.

## Biografía
En 1956 estudió abogacía en la Universidad de Buenos Aires y de 1960 a 1962 un posgrado en sociología. Desde 1973 a 1983 fue presidente del Consejo de Administración del Instituto Torcuato Di Tella. A inicios de la década de 1980 fue presidente de la Asociación Argentina de Historia Económica. De 2015 a 2017 fue presidente de la Academia Nacional de la Historia de la República Argentina. Entre 1998 y 2002 fue presidente de la International Economic History Association. También fue profesor de la Universidad Católica Argentina (1981-1991), la Universidad de Buenos Aires (1984-1990) y la Universidad de San Andrés (1991-). Desde 2003 es académico titular de la Academia Nacional de Ciencias Económicas.

## Libros publicados
- 1967: La formación de la Argentina moderna. Con Ezequiel Gallo. Paidós
- 1972: Auge de la economía exportadora y vicisitudes del régimen conservador, 1880-1916 (en “Argentina, la república conservadora”). Paidós.
- 1974: The first stages of modernización in Spanish America (en español como Hispanoamérica-Apertura del Comercio Mundial, 1850-1930). Harper & Row Publishers.
- 1977: Latin America, A guide to Economic History. con Stanley J. Stein, University of California Press.
- 1979: El progreso argentino, 1880-1914. Editorial Sudamericana
- 1985: The Latin American Economies growth and the export sector, 1880-1930. coeditado con: Shane Hunt, New York, Holmes & Meier Publishers.
- 1989: Dinero, Deuda y Crisis. Evolución Fiscal y Financiera de la Argentina, 1862-1890. Sudamericana
- 1997: La Economía Argentina en el Largo Plazo. (Ensayos de Historia Económica en los siglos XIX y XX). Sudamericana
- 1998: Auge y Decadencia de la Argentina en el siglo XX. Fondo de Cultura Económica.
- 2001: Transfering wealth & power from the old to the new world. Monetary and Fiscal Institutions in the 17th through the 19th Centuries. Editado junto a Michael D. Bordo. Cambridge University Press.
- 2003: Historia Económica Mundial. Desde el Medioevo hasta los tiempos contemporáneos
- 2005: La economía política de la Argentina en el siglo XX
- 2006: Cambridge Economic History of Latin America. Junto a Victor Bulmer-Thomas y John Henry Coatsworth.
- 2014: Historia de las instituciones monetarias Argentinas. Editado junto a Laura D'Amato y Javier Ortiz Batalla.
- 2015: El Laberinto Argentino.
- Bicentenario de la Independencia argentina (1ª edición). Grupo Abierto Libros. 2017. ISBN 978-987-46393-3-2. En coautoría con Fernando Barba, Natalio R. Botana, Beatriz Bragoni, Marcela Ternavasio, Eduardo Martiré, Gustavo L. Paz y Víctor Tau Anzoátegui.
- 2018: Nueva Historia Económica Argentina. Con Gerardo Della Paolera.
- 2020: La Economia de Peron. Con Javier Ortiz Batalla, Laura D'Amato y Gerry della Paolera. Editorial Edhasa
- 2024 La Economia de Peron, Segunda Version. Con Javier Ortiz Batalla, Laura D'Amato y Gerry della Paolera. Editorial Edhasa

## Premios y distinciones
- Guggenheim Fellowship for Social Sciences, Latin America & Caribbean[6]
- Premio Nacional de la Historia 1986-1988 por el libro 'Dinero, Deuda y Crisis. Evolución Fiscal y Financiera de la Argentina, 1862-1890.
- Premio Konex Platino 2014 en Historia.